# Baby Dodds
Warren Dodds dit Baby Dodds, né le 24 décembre 1898 à La Nouvelle-Orléans et mort le 14 février 1959 à Chicago, est un batteur de jazz américain. Il est considéré comme l'un des premiers et meilleurs batteurs de jazz de la période précédant le big band. Il est influencé par Louis Cottrell, Sr. (en), Henry Zeno, Henry Martin, et Tubby Hall. Dodds a été parmi les premiers batteurs à improviser alors qu'il était enregistré.

## Biographie

### Premières années
Il est le frère cadet du clarinettiste Johnny Dodds. Son père et son oncle jouent du violon, sa sœur de l'harmonica, et la famille chante régulièrement des cantiques. Dans son autobiographie The Baby Dodds Story, il raconte: « j'ai pris une boite de conserve, j'ai fait des trous au fond, j'ai pris des clous et fait des trous tout autour sur le haut de la boite. Ensuite, j'ai pris des morceaux de la chaise de ma mère et m'en suis servi comme baguettes ». À l'âge de 16 ans, Dodds économise assez d'argent pour acheter sa propre batterie. Bien qu'il ait eu plusieurs professeurs rémunérés lors de ses premières années, divers batteurs de jazz de La Nouvelle-Orléans l'ont aussi influencé. Il commence à jouer dans des défilés de rues avec Bunk Johnson, puis il obtient une place dans la formation de Willie Hightower, The American Stars. Le groupe joue dans différents lieux des environs, et Dodds se rappelle y avoir entendu de nombreux musiciens dont Buddy Bolden, John Robichaux et Jelly Roll Morton. Il joue avec plusieurs ensembles dont ceux de Frankie Dusen et Sonny Célestin, et comme il est coutume à La Nouvelle-Orléans, joue du jazz lors des funérailles. Dodds décrit cette expérience dans son autobiographie : « Le jazz joué après des funérailles à La Nouvelle-Orléans n'était pas du tout un manque de respect envers la personne inhumée. C'était plutôt montrer aux proches du défunt que nous voulions qu'ils soient heureux ».

### La maturité

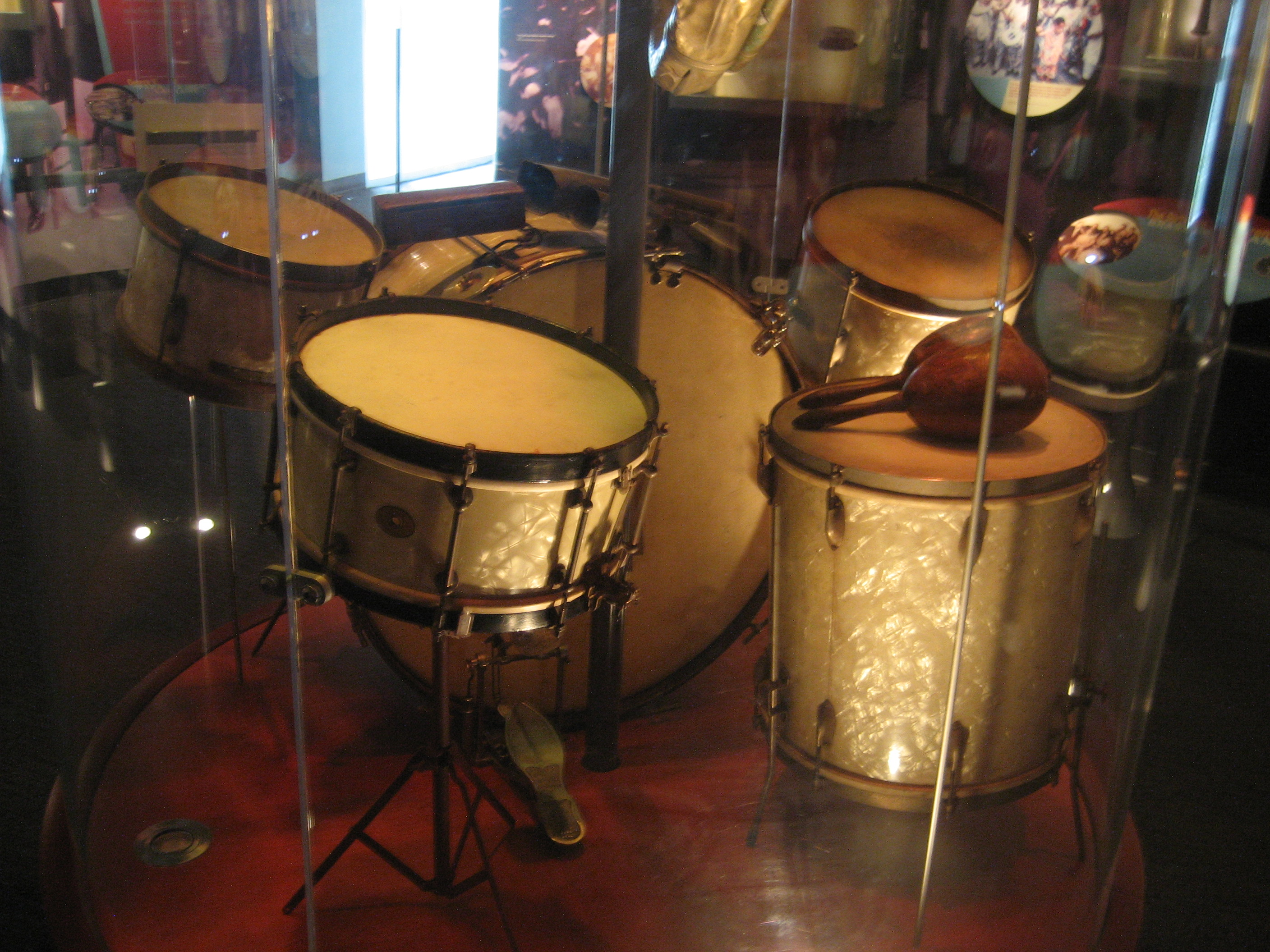
Set de batterie utilisé par Baby Dodds,, Baton Rouge, Louisiane.

Dodds se forge une réputation parmi les jeunes batteurs de La Nouvelle-Orléans. En 1918, il quitte l'ensemble de Sonny Celestin pour celui de Fate Marable qui se produit sur les bateaux du Mississippi. Le jeune Louis Armstrong les rejoint, et lui et Dodds y restent trois ans, de 1918 à 1921. Le groupe joue sur quatre bateaux différents, et quitte généralement La Nouvelle-Orléans en mai pour faire le voyage jusqu'à Saint-Louis, voire plus au nord. Ils y jouent du jazz, de la musique populaire et de la musique classique. Dodds et Armstrong quittent Fate Marable en 1921 en raison d'un désaccord sur le style musical, et Dodds rejoint bientôt le King Oliver's Creole Jazz Band qui comprend à cette période King Oliver au cornet, Johnny Dodds à la clarinette, Davey Jones (en) au saxophone alto, Honoré Dutrey au trombone, Lil Hardin au piano, Jimmy Palao (en) au violon et Eddie Garland à la contrebasse. En 1921, ils partent jouer en Californie où ils restent une quinzaine de mois. En 1922, le groupe, à l'exception de Garland, Palao, et Jones, suit Oliver à Chicago qui sera son point d'attache pour plusieurs années. Ils commencent à jouer au Lincoln Gardens où Louis Armstrong les rejoint. Dodds décrit ce groupe comme « une expérience magnifique ». Il enregistre avec Louis Armstrong, Jelly Roll Morton, Art Hodes, et son frère Johnny Dodds, et joue aussi avec les Hot Five de Louis. En mai 1927, Armstrong enregistre avec les Hot Seven, comprenant alors Johnny Dodds, Johnny St Cyr, Lil Hardin Armstrong, John Thomas, Pete Briggs (en), et Baby Dodds. De septembre à décembre 1927, les Hot Five d'Armstrong sont Johnny Dodds, Kid Ory, Johnny St Cyr, Lonnie Johnson, et Baby Dodds.

### Dernières années
Après que les membres d'Oliver se sont séparés, les frères Dodds jouent au Bert Kelley's Stables (en) à Chicago, puis Johnny Dodds commence à diriger sa propre formation, dont Baby fait partie. Johnny Dodds meurt d'un accident vasculaire cérébral en 1940. De son frère, Baby Dodds dit qu'« il ne pouvait pas y avoir un autre Johnny Dodds ou quelqu'un pour prendre sa place. Son décès a profondément changé ma vie. J'avais été étroitement lié à lui pendant de nombreuses années, et à partir de là, j'ai dû me reposer sur moi-même ». Après la mort de son frère, Baby Dodds travaille comme batteur indépendant dans la région de Chicago. On est alors en plein courant New Orleans Revival, un mouvement en réponse à l'émergence du style bebop, beaucoup de musiciens souhaitant alors que le jazz retourne à ses racines. Dodds, lui, a gardé un style Nouvelle-Orléans épargné par l'influence du swing et participe à ce mouvement de renaissance. En 1941, il joue avec Jimmie Noone et sa formation pour un court laps de temps, avec Mada Roy au piano, Noone à la clarinette, Bill Anderson à la contrebasse, et Dodds à la batterie. Dodds les accompagne trois mois avant qu'ils partent en Californie, tandis que Dodds choisit de rester à Chicago. À la fin des années 1940, il joue au Jimmy Ryan's à New York. Pendant ses voyages de retour à La Nouvelle-Orléans, il enregistre avec Bunk Johnson. C'est avec le groupe de Johnson que Dodds finit sa carrière de musicien.
New York est pour lui un endroit où les gens préfèrent écouter du jazz plutôt que danser dessus : « Quand je suis arrivé à New York, j'ai trouvé très étrange d'avoir des gens assis autour en train d'écouter plutôt que de danser. C'était pour ainsi dire comme du théâtre. Mais c'était bizarre pour moi parce que j'avais toujours eu le sentiment de faire quelque chose pour les gens s'il dansaient sur la musique. » Après avoir joué avec plusieurs formations à New York, il rejoint Mezz Mezzrow pour un tour d'Europe en 1948 qui dure huit semaines. Le groupe finit en jouant en France, et Dodds dit des Européens qu'ils « prennent notre musique beaucoup plus au sérieux que notre propre pays ». Ils jouent au premier Nice Jazz Festival avec Rex Stewart, Louis Armstrong, et plusieurs autres musiciens américains. Dodds repart à Chicago après la tournée ; de passage à New York en avril 1949, il a un premier accident vasculaire cérébral, puis deux autres en 1950 et 1952. Dodds continue à jouer en public autant qu'il le peut mais ne peut plus jouer pendant tout un spectacle. Il meurt le 14 février 1959 à Chicago. Il est inhumé dans le cimetière Lincoln.

## Rapports entre Baby et Johnny
Il est rapporté que les frères Dodds ne s'entendent pas toujours. Dans The Baby Dodds Story, Dodds mentionne la jalousie de son frère pendant leur enfance. Plus tard, Johnny refuse de laisser Baby jouer avec lui, Baby étant grand buveur. Il se ravise quand il constate le talent de son frère embauché par Joe Oliver. Bien qu'ils continuent à se disputer à cause de la consommation d'alcool de Baby, ils sont très proches et Baby est très affecté par la mort de son frère.

## The Baby Dodds Story
En 1959 sort l'ouvrage The Baby Dodds Story de Larry Gara, prépublié dans Evergreen Review dès 1957. Plusieurs critiques ont souligné qu'il s'agit là d'une longue interview de Baby Dods et que les éléments qui y figurent se fondent sur ses souvenirs. Dans sa préface, Gara explique comment il a interviewé Dodds chaque dimanche pendant douze semaines en 1953. L'épouse de Gara transcrivait l'entretien entre Gara et Dodds que Gara publiait ensuite. Gara préférait que Dodds raconte sa propre histoire plutôt que s'en charger, cependant il consulta l'historien du jazz Bill Russell (en) pour vérifier des détails. Il en résulte un récit par Baby Dodds avec des notes de bas de page de Gara. Bien que certains détails peuvent être exagérés, The Baby Dodds Story reste un témoignage des débuts du jazz et de ses nombreuses influences.

## Discographie
- Jazz a La Creole (Baby Dodds Trio)
- Baby Dodds
- Talking and Drum Solos
- Live At New York Town Hall 1947 (Mezz Mezzrow et Sidney Bechet-1947)
- Bunk Johnson - The King Of The Blue